# Iran op de Olympische Zomerspelen 2016
Iran nam deel aan de Olympische Zomerspelen 2016 in Rio de Janeiro, Brazilië. Tot de selectie behoorden 63 sporters, actief in vijftien olympische sportdisciplines. Boogschutter Zahra Nemati droeg de nationale vlag tijdens de openingsceremonie. Hassan Yazdani, die een gouden medaille won in het worstelen vrije stijl, droeg de Iraanse vlag bij de sluitingsceremonie. Nemati was een van de negen vrouwen in de Iraanse ploeg, het grootste aantal atletes in een Iraanse olympische ploeg ooit. Ze werd aangewezen als vlaggendrager nadat ze in 2015 zich plaatste voor het boogschieten bij zowel de Olympische Spelen als de Paralympische Spelen.
De meeste individuele atleten van Iran kwamen uit in het worstelen, waarin vijf van de acht medailles werden gewonnen. Twee van de drie gouden medailles wonnen de Iraniërs echter in het gewichtheffen. Het Iraans mannenvolleybalelftal maakte zijn debuut op de Olympische Spelen. Het elftal bereikte de kwartfinale, waarin werd verloren van Italië.

## Medailleoverzicht
| Sport         | Olympiër                       | Onderdeel                 | Medaille |
| ------------- | ------------------------------ | ------------------------- | -------- |
| Gewichtheffen | Kianoush Rostami               | –85 kg (m)                | Goud     |
| Gewichtheffen | Sohrab Moradi                  | –94 kg (m)                | Goud     |
| Worstelen     | Hassan Aliazam Yazdani Charati | –74 kg vrije stijl (m)    | Goud     |
| Worstelen     | Komeil Ghasemi                 | –125 kg vrije stijl (m)   | Zilver   |
| Taekwondo     | Kimia Alizadeh                 | –57 kg (v)                | Brons    |
| Worstelen     | Saeid Abdevali                 | –75 kg Grieks-Romeins (m) | Brons    |
| Worstelen     | Ghasem Gholamreza Rezaei       | –98 kg Grieks-Romeins (m) | Brons    |
| Worstelen     | Hassan Rahimi                  | –57 kg vrije stijl (m)    | Brons    |

## Deelnemers en resultaten
(m) = mannen, (v) = vrouwen 

### Atletiek
| Olympiër              | Discipline            | Resultaat | Prestatie                                                           |
| --------------------- | --------------------- | --------- | ------------------------------------------------------------------- |
| Reza Ghasemi          | 100 m (m)             | 55e       | voorronde: vrij serie 1: 7de in 10,47                               |
| Hassan Taftian        | 100 m (m)             | 22e       | voorronde: vrij serie 3: 3de in 10,17 halve finale 1: 8ste in 10,23 |
| Mohammad Jafar Moradi | marathon (m)          | 129e      | 2:31.58                                                             |
| Hamid Reza Zouravand  | 20km snelwandelen (m) | 54e       | 1:27.45                                                             |
| Mohammad Arzandeh     | verspringen (m)       | 29e       | kwalificatie groep B: 15de met 7,31m                                |
| Ehsan Hadadi          | discuswerpen (m)      | 24e       | kwalificatie groep B: 14de met 60,15m                               |
| Mahmoud Samimi        | discuswerpen (m)      | 30e       | kwalificatie groep A: 14de met 56,94m                               |
| Pejman Ghalehnoei     | kogelslingeren (m)    | 28e       | kwalificatie groep B: 16de met 69,15m                               |
| Kaveh Mousavi         | kogelslingeren (m)    | 29e       | kwalificatie groep A: 13de met 65,03m                               |
|                       |                       |           |                                                                     |
| Leila Rajabi          | kogelstoten (v)       | 32e       | kwalificatie groep A: 16de met 16,34m                               |

### Boksen
| Olympiër         | Discipline | Resultaat | Prestatie                             |
| ---------------- | ---------- | --------- | ------------------------------------- |
| Ehsan Rouzbahani | –81kg (m)  | 17e       | 1ste ronde: V van NED Müllenberg: 0–3 |

### Boogschieten
| Olympiër        | Discipline      | Resultaat | Prestatie                                                                  |
| --------------- | --------------- | --------- | -------------------------------------------------------------------------- |
| Zahra Nemati VO | individueel (v) | 33e       | plaatsingsronde: 49ste met 609 punten 1ste ronde: V van RUS Stepanova: 2-6 |

### Gewichtheffen
| Olympiër             | Discipline  | Resultaat | Prestatie                                                         |
| -------------------- | ----------- | --------- | ----------------------------------------------------------------- |
| Kianoush Rostami     | –85kg (m)   | Goud      | trekken: 1ste met 179kg stoten: 1ste met 217kg totaal: 396kg (WR) |
| Ali Hashemi          | –94kg (m)   | 7e        | trekken: 7de met 173kg stoten: 7de met 210kg totaal: 383kg        |
| Sohrab Moradi        | –94kg (m)   | Goud      | trekken: 1ste met 182kg stoten: 1ste met 221kg totaal: 403kg      |
| Mohammad Reza Barari | –105 kg (m) | 6e        | trekken: 6de met 186kg stoten: 6de met 220kg totaal: 406kg        |
| Behdad Salimi        | +105 kg (m) | DNF       | trekken: 1ste met 216kg (WR) stoten: geen geldige poging          |

### Judo
| Olympiër          | Discipline  | Resultaat | Prestatie                                                  |
| ----------------- | ----------- | --------- | ---------------------------------------------------------- |
| Alireza Khojasteh | –66kg (m)   | DNS       | DNS                                                        |
| Saeid Mollaei     | –81kg (m)   | 17e       | 1ste ronde: vrij 2de ronde: V van RUS Chalmoerzajev: shido |
| Javad Mahjoub     | –100 kg (m) | 17e       | 1ste ronde: vrij 2de ronde: V van BEL Nikiforov: ippon     |

### Kanovaren
| Olympiër       | Discipline    | Resultaat | Prestatie                                            |
| -------------- | ------------- | --------- | ---------------------------------------------------- |
| Adel Mojallali | C-1 200 m (m) | 17e       | serie 4: 4de in 41,650 halve finale 2: 6de in 42,386 |

### Roeien
| Olympiër    | Discipline | Resultaat | Prestatie |
| ----------- | ---------- | --------- | --- |
| Mahsa Javar | skiff (v)  | 28e       | serie 2: 4de in 8.39,28 herkansingen: 3de in 8.06,57 halve finale E/F: 2de in 8.45,54 finale E: 4de in 8.43,34 |

### Schermen
| Olympiër        | Discipline | Resultaat | Prestatie |
| --------------- | ---------- | --------- | --- |
| Mojtaba Abedini | sabel (m)  | 4e        | 1ste ronde: W van UKR Jagodka: 15–9 2de ronde: W van KOR Gu: 15–12 kwartfinale: W van FRA Anstett: 15–13 halve finale: V van USA Homer: 14–15 bronzen finale: V van KOR Kim: 8–15 |
| Ali Pakdaman    | sabel (m)  | 17e       | 1ste ronde: V van GER Szabo: 11–15 |

### Schietsport
| Olympiër               | Discipline             | Resultaat | Prestatie                                                                               |
| ---------------------- | ---------------------- | --------- | --------------------------------------------------------------------------------------- |
| Pouria Norouzian       | 10m luchtgeweer (m)    | 22e       | kwalificatie: 22ste met 622,2 punten (102,8-103,5-104,1-103,6-103,9-104,3)              |
| Pouria Norouzian       | 50m drie houdingen (m) | 26e       | kwalificatie: 26ste met 1168,0 punten (394-391-383)                                     |
|                        |                        |           |                                                                                         |
| Elaheh Ahmadi          | 10m luchtgeweer (v)    | 6e        | kwalificatie: 3de met 417,8 punten (104,5-103,5-104-105,8) finale: 6de met 122,5 punten |
| Najmeh Khedmati        | 10m luchtgeweer (v)    | 11e       | kwalificaties: 11de met 415,7 punten (102,7-104,1-104,5-104,4)                          |
| Mahlagha Jambozorg     | 50m drie houdingen (v) | 27e       | kwalificatie: 27ste met 574,0 punten (194-197-183)                                      |
| Najmeh Khedmati        | 50m drie houdingen (v) | 8e        | kwalificatie: 6de met 583,0 punten (195-196-192) finale: 8ste met 402,3 punten          |
| Golnoush Sebghatollahi | 10m luchtpistool (v)   | 21e       | kwalificatie: 21ste met 379,0 punten (98-91-94-96)                                      |
| Golnoush Sebghatollahi | 25m pistool (v)        | 28e       | kwalificatie: 28ste met 572,0 punten (291-281)                                          |

### Taekwondo
| Olympiër           | Discipline | Resultaat | Prestatie |
| ------------------ | ---------- | --------- | --- |
| Farzan Ashourzadeh | –58kg (m)  | 11e       | 1ste ronde: V van MAR Hajjami: 3–4 |
| Mehdi Khodabakhshi | –80kg (m)  | 9e        | 1ste ronde: W van HON Ferrera: 13–1PG kwartfinale: V van AZE Beigi: 5–17PG                                                                               |
| Sajjad Mardani     | +80kg (m)  | 9e        | 1ste ronde: W van TGA Taufatofua: 16–1PG kwartfinale: V van GBR Cho: 3–4SD                                                                               |
|                    |            |           | |
| Kimia Alizadeh     | –57kg (v)  | Brons     | 1ste ronde: W van CRO Zaninovic: 7–6 kwartfinale: V van ESP Calvo: 7–8 herkansingen: W van THA Harnsujin: 14–10 bronzen finale: W van SWE Glasnovic: 5–1 |

### Tafeltennis
| Olympiër        | Discipline    | Resultaat | Prestatie |
| --------------- | ------------- | --------- | --- |
| Nima Alamian    | enkelspel (m) | 49e       | voorronde: W van USA Jha: 4–1 (11-3, 7-11, 11-7, 11-9, 12-10) 1ste ronde: V van ROU Ionescu: 1–4 (7-11, 6-11, 9-11, 11-4) |
| Noshad Alamian  | enkelspel (m) | 49e       | voorronde: vrij 1ste ronde: V van SLO Tokič: 1–4 (8-11, 11-7, 4-11, 5-11, 9-11)                                           |
|                 |               |           | |
| Neda Shahsavari | enkelspel (v) | 49e       | voorronde: vrij 1ste ronde: V van BLR Privalova: 3–4 (8-11, 8-11, 11-8, 11-8, 8-11, 11-4, 5-11)                           |

### Volleybal
| Olympiër | Discipline | Resultaat | Prestatie |
| --- | ---------- | --------- | --- |
| Shahram Mahmoudi Milad Ebadipour Saeid Marouf A Farhad Ghaemi Mohammad Mousavi Hamzeh Zarini Adel Gholami Amir Ghafour Mojtaba Mirzajanpour Mehdi Mahdavi Mostafa Sharifat Mehdi Marandi L | zaal (m)   | 5e        | groep B: 4de V van Argentinië: 0-3 (23-25, 24-26, 18-25) V van Polen: 2-3 (17-25, 23-25, 25-23, 25-20, 16-18) W van Cuba: 3-0 (25-21, 31-29, 25-16) W van Egypte: 3-0 (28-26, 25-22, 25-16) V van Rusland: 0-3 (23-25, 16-25, 20-25) kwartfinale: V van Italië: 0-3 (29-31, 19-25, 17-25) |

| Groep B |            |             |             |             |             |             |             |        |        |        |        |
| #       | Land       | Wedstrijden | Wedstrijden | Wedstrijden | Wedstrijden | Wedstrijden | Wedstrijden | Punten | Punten | Punten | Punten |
| #       | Land       | G           | W           | V           | SW          | SV          | SR          | SPW    | SPL    | Saldo  | PNT    |
| 1       | Argentinië | 5           | 4           | 1           | 12          | 4           | +8          | 394    | 335    | +59    | 12     |
| 2       | Polen      | 5           | 4           | 1           | 14          | 5           | +9          | 447    | 389    | +58    | 12     |
| 3       | Rusland    | 5           | 4           | 1           | 13          | 6           | +7          | 432    | 367    | +65    | 11     |
| 4       | Iran       | 5           | 2           | 3           | 8           | 9           | −1          | 389    | 392    | −3     | 7      |
| 5       | Egypte     | 5           | 1           | 4           | 3           | 12          | −9          | 286    | 362    | −76    | 3      |
| 6       | Cuba       | 5           | 0           | 5           | 1           | 15          | −14         | 300    | 403    | −103   | 0      |

| Ronde       | Datum | Lokale tijd | MEZT           | Plaats     | Land | Score  | Land |
| ----------- | ----- | ----------- | -------------- | ---------- | ---- | ------ | ---- |
| Groepsfase  |       |             |                |            |      |        |      |
| 7 augustus  | 22:35 | 03:35       | Rio de Janeiro | Argentinië | 3−0  | Iran   |      |
| 9 augustus  | 17:35 | 22:35       | Rio de Janeiro | Polen      | 3−2  | Iran   |      |
| 11 augustus | 09:30 | 14:30       | Rio de Janeiro | Iran       | 3−0  | Cuba   |      |
| 13 augustus | 09:30 | 14:30       | Rio de Janeiro | Iran       | 3−0  | Egypte |      |
| 15 augustus | 15:00 | 20:00       | Rio de Janeiro | Rusland    | 3−0  | Iran   |      |
| Kwartfinale |       |             |                |            |      |        |      |
| 17 augustus | 18:00 | 23:00       | Rio de Janeiro | Italië     | 3−0  | Iran   |      |

### Wielersport
| Olympiër         | Discipline  | Resultaat | Prestatie  |
| ---------------- | ----------- | --------- | ---------- |
| Arvin Moazzami   | weg (m)     | DNF       | DNF        |
| Samad Pourseyedi | weg (m)     | DNF       | DNF        |
| Ghader Mizbani   | weg (m)     | DNF       | DNF        |
| Ghader Mizbani   | tijdrit (m) | 31e       | 1:29.39,45 |

### Worstelen
| Olympiër            | Discipline  | Resultaat   | Prestatie |
| Vrije stijl         | Vrije stijl | Vrije stijl | Vrije stijl |
| ------------------- | ----------- | ----------- | --- |
| Hassan Rahimi       | –57kg (m)   | Brons       | kwalificatie: vrij 1ste ronde: W van ARM Mnatsakanyan: 4–0 kwartfinale: W van RUS Lebedev: 3–1 halve finale: V van JPN Higuchi: 1–3                                             |
| Meisam Nassiri      | –65kg (m)   | 15e         | voorronde: V van BUL Novachkov: 1–) |
| Hassan Yazdani VS   | –74kg (m)   | Goud        | kwalificatie: vrij 1ste ronde: W van HAI Catelly: 4–0 kwartfinale: W van TUR Demirtas: 3–0 halve finale: W van KAZ Usserbayev: 4–0 finale: W van RUS Gedoejev: 3–1              |
| Alireza Karimi      | –86kg (m)   | 7e          | kwalificatie: W van TUN Saadaoui: 3–0 1ste ronde: W van BUL Ganev: 3–1 kwartfinale: V van USA den Cox: 1–3                                                                      |
| Reza Yazdani        | –97kg (m)   | 7e          | kwalificatie: W van TUR Bölükbaşı: 4–0 1ste ronde: V van AZE Gazyumov: 1–3 herkansingen: W van POL Baran: 3–1 herkansingen 2: V van UZB Ibragimov: 0–5F                         |
| Komeil Ghasemi      | –125kg (m)  | Zilver      | kwalificatie: W van CAN Jarvis: 3–1 1ste ronde: W van EGY Kamal: 3–0 kwartfinale: W van GEO Petriasjvili: 3–1 halve finale: W van USA Dlagnev: 4–0 finale: V van TUR Akgül: 1–3 |
| Grieks-Romeins      |             |             | |
| Hamid Sourian       | –59kg (m)   | 11e         | kwalificatie: V van JPN Ota: 1–3 herkansingen: V van KAZ Kebispayev: 0–5F |
| Omid Norouzi        | –66kg (m)   | 10e         | kwalificatie: vrij 1ste ronde: W van VEN Rivas: 3–1 kwartfinale: V van GEO Bolkvadze: 0–)                                                                                       |
| Saeid Abdevali      | –75kg (m)   | Brons       | kwalificatie: vrij 1ste ronde: V van DEN Madsen: 1–3 herkansingen: W van SRB Nemeš: 3–1 bronzen finale: W van HUN Bácsi: 3–1                                                    |
| Habibollah Akhlaghi | –85kg (m)   | 7e          | kwalificatie: W van SWE Berg: 4–0 1ste ronde: V van RUS Chakvetadze: 0–5F |
| Ghasem Rezaei       | –98kg (m)   | Brons       | kwalificatie: vrij 1ste ronde: W van VEN Pérez: 4–0 kwartfinale: V van CUB Lugo: 0–3 herkansingen: W van CHN Xiao: 3–0 bronzen finale: W van SWE Schön: 3–1                     |
| Bashir Babajanzadeh | –130kg (m)  | 10e         | kwalificatie: vrij 1ste ronde: W van CHN Meng: 3–1 kwartfinale: V van GER Popp: 1–3                                                                                             |

### Zwemmen
| Olympiër        | Discipline          | Resultaat | Prestatie               |
| --------------- | ------------------- | --------- | ----------------------- |
| Aria Nasimishad | 200m schoolslag (m) | 39e       | serie 1: 7de in 2.20,18 |

Afghanistan · Albanië · Algerije · Amerikaanse Maagdeneilanden · Amerikaans-Samoa · Andorra · Angola · Antigua en Barbuda · Argentinië · Armenië · Aruba · Australië · Azerbeidzjan · Bahama's · Bahrein · Bangladesh · Barbados · België · Belize · Benin · Bermuda · Bhutan · Bolivia · Bosnië en Herzegovina · Botswana · Brazilië · Britse Maagdeneilanden · Brunei · Bulgarije · Burkina Faso · Burundi · Cambodja · Canada · Centraal-Afrikaanse Republiek · Chili · China · Chinees Taipei · Colombia · Comoren · Congo-Brazzaville · Congo-Kinshasa · Cookeilanden · Costa Rica · Cuba · Cyprus · Denemarken · Djibouti · Dominica · Dominicaanse Republiek · Duitsland · Ecuador · Egypte · El Salvador · Equatoriaal-Guinea · Eritrea · Estland · Ethiopië · Fiji · Filipijnen · Finland · Frankrijk · Gabon · Gambia · Georgië · Ghana · Grenada · Griekenland · Groot-Brittannië · Guam · Guatemala · Guinee · Guinee‑Bissau · Guyana · Haïti · Honduras · Hongarije · Hongkong · Ierland · IJsland · India · Indonesië · Irak · Iran · Israël · Italië · Ivoorkust · Jamaica · Japan · Jemen · Jordanië · Kaaimaneilanden · Kaapverdië · Kameroen · Kazachstan · Kenia · Kirgizië · Kiribati · Kosovo · Kroatië · Laos · Lesotho · Letland · Libanon · Liberia · Libië · Liechtenstein · Litouwen · Luxemburg · Macedonië · Madagaskar · Malawi · Malediven · Maleisië · Mali · Malta · Marshalleilanden · Marokko · Mauritanië · Mauritius · Mexico · Micronesië · Moldavië · Monaco · Mongolië · Montenegro · Mozambique · Myanmar · Namibië · Nauru · Nederland · Nepal · Nicaragua · Nieuw-Zeeland · Niger · Nigeria · Noord-Korea · Noorwegen · Oeganda · Oekraïne · Oezbekistan · Oman · Oostenrijk · Oost-Timor · Pakistan · Palau · Palestina · Panama · Papoea-Nieuw-Guinea · Paraguay · Peru · Polen · Portugal · Puerto Rico · Qatar · Roemenië · Rusland · Rwanda · Saint Kitts en Nevis · Saint Lucia · Saint Vincent en Grenadines · Salomonseilanden · Samoa · San Marino · Sao Tomé en Principe · Saoedi-Arabië · Senegal · Servië · Seychellen · Sierra Leone · Singapore · Slovenië · Slowakije · Soedan · Somalië · Spanje · Sri Lanka · Suriname · Swaziland · Syrië · Tadzjikistan · Tanzania · Thailand · Togo · Tonga · Trinidad en Tobago · Tsjaad · Tsjechië · Tunesië · Turkije · Turkmenistan · Tuvalu · Uruguay · Vanuatu · Venezuela · Verenigde Arabische Emiraten · Verenigde Staten · Vietnam · Wit-Rusland · Zambia · Zimbabwe · Zuid-Afrika · Zuid-Korea · Zuid-Soedan · Zweden · Zwitserland
Individuele Olympische Atleten · Olympisch vluchtelingenteam